# Anton Nikolajewitsch But
Anton Nikolajewitsch But (russisch Антон Николаевич Бут; * 3. Juli 1980 in Charkiw, Ukrainische SSR) ist ein russischer Eishockeyspieler, der seit Dezember 2014 bei Sewerstal Tscherepowez in der Kontinentalen Hockey-Liga unter Vertrag steht.

## Karriere
Anton But begann seine Karriere als Eishockeyspieler in der Nachwuchsabteilung von Lokomotive Jaroslawl, für dessen Profimannschaft er von 1996 bis 2006 in der Superliga aktiv war. Mit seiner Mannschaft gewann er in diesem Zeitraum in den Jahren 2002 und 2003 jeweils den russischen Meistertitel. Von 2006 bis 2008 spielte der Flügelspieler für Jaroslawls Ligarivalen SKA Sankt Petersburg. Die Saison 2008/09 verbrachte er beim HK ZSKA Moskau in der neu gegründeten Kontinentalen Hockey-Liga. Zur folgenden Spielzeit kehrte er zu seinem Ex-Klub SKA Sankt Petersburg zurück, bei dem er bis 2011 unter Vertrag stand.
Im Mai 2011 wurde But vom HK Metallurg Magnitogorsk verpflichtet, für den er in 58 KHL-Partien 22 Scorerpunkte erzielte. In der Saison 2012/13 stand er beim  HK Jugra Chanty-Mansijsk unter Vertrag, ehe er im Mai 2013 zu Lokomotive Jaroslawl zurückkehrte. Ende Dezember 2013 wurde er aus seinem Vertrag bei Lokomotive entlassen und war anschließend ein Jahr lang vereinslos. Am 24. Dezember 2014 wurde er von Sewerstal Tscherepowez verpflichtet.

### International
Für Russland nahm But im Juniorenbereich an der U20-Junioren-Weltmeisterschaft 2000 teil. Im Seniorenbereich stand er im Aufgebot seines Landes bei der Weltmeisterschaft 2001, sowie 2003, 2004, 2006, 2007 und 2009 bei der Euro Hockey Tour.

## Erfolge und Auszeichnungen
- 2000 Silbermedaille bei der U20-Junioren-Weltmeisterschaft
- 2002 Russischer Meister mit Lokomotive Jaroslawl
- 2003 Russischer Meister mit Lokomotive Jaroslawl
- 2010 Spengler-Cup-Gewinn mit dem SKA Sankt Petersburg

## Statistik
(Stand: Ende der Saison 2010/11)